# カステッレオーネ
カステッレオーネ（伊: Castelleone）は、イタリア共和国ロンバルディア州クレモナ県にある、人口約9,300人の基礎自治体（コムーネ）。

## 地理

### 位置・広がり

#### 隣接コムーネ
隣接するコムーネは以下の通り。
- カッペッラ・カントーネ
- フィエスコ
- ゴンビト
- イツァーノ
- マディニャーノ
- リパルタ・アルピーナ
- サン・バッサーノ
- ソレジーナ
- トリーゴロ

### 気候分類・地震分類
気候分類では、zona E, 2389 GGに分類される。
また、イタリアの地震リスク階級 (it) では、zona 3 (sismicità bassa) に分類される
。

## 行政

### 分離集落
カステッレオーネには、以下の分離集落（フラツィオーネ）がある。
- Corte Madama, Pellegra, Pradazzo, San Latino, Le Valli, San Giacomo